# Onthophagus loroi
Onthophagus loroi är en skalbaggsart som beskrevs av Vladimir Balthasar 1941. Onthophagus loroi ingår i släktet Onthophagus och familjen bladhorningar. Inga underarter finns listade i Catalogue of Life.